# Oswego (New York)
Oswego település az USA New York államában, Oswego megyében, melynek megyeszékhelye is. Lakosainak száma 16 921 fő (2020. április 1.).

## Népesség
A település népességének változása:

| 2010 | 18 142 |
| 2020 | 16 921 |